# メッツォコルソ
メッツォコルソ（英語：Mezzocorso）とは、イタリア原産の牧牛用・護畜用の犬種である。マレンマ・シープドッグとカネ・コルソを交配させたものを基に作り出された。同様にカネ・コルソとセグージョ・イタリアーノの交配に基づいて作られた猟犬にメッツォアングェ（英：Mezzoangue）、カネ・コルソとグレイハウンド（レヴリエロ）の交配に基づいて作られた猟犬にメッツォレヴリエロ（英：Mezzolevriero）がある。